# Barnardo's
Barnardo's est une organisation caritative fondée en 1866 par le médecin et philanthrope irlandais Thomas Barnardo pour s'occuper d'enfants et de jeunes. En 2007 elle a dépensé £195 millions par an sur 394 projets. Barnardo's est basé à Barkingside, Redbridge, dans l'est de Londres.
L'organisation est fondée quand Thomas Barnardo ouvre une école dans le East End de Londres pour s'occuper des enfants pauvres du quartier récemment devenus orphelins à cause d'une épidémie de choléra et les éduquer. En 1870 il fonde un orphelinat à l'adresse 18 Stepney Causeway. À sa mort en 1905 les institutions Barnardo's s'occupaient de plus de 8 500 enfants à 96 endroits. Son travail continue sous le nom de Dr Barnardo's Homes.

## Émigration d'enfants au Canada et en Australie
En 1826, Robert Chambers, magistrat de police de Londres, recommande devant un comité du Parlement britannique que les enfants londoniens en surnombre devraient être envoyés dans les colonies britanniques. Sa recommandation prend le nom, plusieurs décennies plus tard, de programme d’émigration d’enfants, ou Home Children.
En 1882, Barnardo envoie au Canada un premier groupe d’une cinquantaine d’enfants, en croyant les soustraire à des conditions de vie misérables. Il est rapidement imité.
Avant 1900, Barnardo's fait partir tous les ans au Canada environ 1 000 enfants des classes laborieuses, nés dans les périphéries urbaines défavorisées, pour un total d'environ 35 000 enfants entre les années 1870 et 1939.
Cependant, un certain nombre d'enfants sont victimes d'abus et de mauvais traitements. D'autres ont le sentiment que leur vie a été volée.

## Tutelle et adoption
À la suite de changements dans la société britannique à partir du milieu du XXe siècle Barnardo's change, s'occupant davantage de la tutelle et de l'adoption et se renommant Dr Barnardo's. En 1989, à la suite de la fermeture de son dernier orphelinat, l'organisation adopte le nom simplifié de Barnardo's.
La bienfaitrice (patron) actuelle de Barnardo's est la reine Élisabeth II. Son directeur général est Martin Narey (en), ancien directeur du National Offender Management Service.
Aujourd'hui l'organisation s'occupe d'enfants handicapés, de victimes d'abus sexuel, d'enfants avec troubles psychiatriques et enfants SDF ainsi que ceux touchés par le VIH et le SIDA. La plus grande partie du travail est liée à la diminution de la pauvreté, dans des projets impliquant plus de 115 000 enfants.